# Червената шапчица
Вижте пояснителната страница за други значения на Червената шапчица.
Червената шапчица е приказка, пресъздадена от Шарл Перо във Франция и Братя Грим в Германия.
В различни версии тази приказка е позната в устното народно творчество на редица европейски страни. Така напр. във Франция селяните са я разказвали още от 11 в. В един от най-кървавите си познати варианти тя дори е звучала по следния начин:
| „ | Вълкът, след като влиза в къщата на бабата, я разкъсва и изяжда като все пак оставя настрани едно парче и когато Червената шапчица пристига, той, преструвайки се на бабата, я кара да изяде това парче и да пие от виното (в действителност кръвта на бабата). | “ |

Приказката е публикувана за първи път през 1697 г. в сборник с приказки на Шарл Перо. Разказаният от Перо вариант също има трагичен край – в него Червената шапчица, която е най-красивата в селото, среща в гората вълка и подлъгана от него, наивно го упътва как да намери къщата на бабата. Вълкът изяжда възрастната жена като се скрива хитро от дърварите, работещи в съседната гора, след това причаква Червената шапчица и изяжда и нея.
Най-познатият днес вариант на приказката принадлежи на Братя Грим, публикуван през 1857 г. В него момиченцето пресича гората, носейки на баба си питка, бурканче масло и конфитюр, и среща вълка, който изяжда и нея, и баба ѝ. На помощ обаче им се притичва един ловец, който разпаря корема на вълка и ги изважда оттам живи и здрави.

## Псевдоним
Най- известната приказка на всички времена.